# Okžetpes FK
Okžetpes FK, kazašsky Оқжетпес Футбол Клубы, je kazachstánský fotbalový klub z města Kokčetau založený roku 1957. Letopočet založení je i v klubovém logu, mimo něj je v něm i hlava koně.

## Čeští hráči v klubu
Seznam českých hráčů, kteří ve své kariéře působili v klubu Okžetpes FK:
- Michal Smejkal[1]